# Gilbert Richmond
Gilbert Richmond (Bolton, 2 april 1909 – Halmstad, 14 maart 1968) was een Engels voetballer en voetbalcoach. In Nederland was hij tussen 1949 en 1962 de hoofdtrainer van Heracles, Elinkwijk en Go Ahead

## Erelijst
Elinkwijk
| Nationaal     |    |         |
| Hoofdklasse B | 1x | 1955/56 |

 Go Ahead
| Nationaal        |    |         |
| Tweede divisie B | 1x | 1958/59 |